# Confédération Africaine de Football

La giurisdizione del CAF

La Confédération Africaine de Football (in inglese Confederation of African Football; in arabo الاتحاد الأفريقي لكرة القدم أو الكنفدرالية الأفريقية لكرة القدم‎?; in italiano Confederazione Africana di Calcio) o CAF è l'organismo di governo del calcio in Africa.
Ha sede nella città di 6 ottobre in Egitto e, dal marzo 2021, è presieduta dall'industriale sudafricano Patrice Motsepe.

## Compiti istituzionali
Essa rappresenta le federazioni calcistiche d'Africa. La CAF organizza sette competizioni ufficiali per nazionali e cinque per club.
È, tra l'altro, una delle sei confederazioni continentali affiliate alla FIFA ed assegna il premio di Calciatore africano dell'anno.

La CAF è stata rappresentata da 5 nazionali sulle 32 ammesse alla fase finale dei Mondiali di calcio Qatar 2022: Camerun, Ghana, Marocco, Senegal e Tunisia. 

## Origine
La CAF nacque l'8 febbraio 1957 a Khartoum (Sudan) per iniziativa delle federazioni calcistiche egiziana, etiopica, sudafricana e sudanese. La sede fu per pochi mesi Khartoum, in seguito fu spostata al Cairo. Il primo segretario generale fu Youssef Mohammad e il primo presidente Abdel Aziz Abdallah Salem. Dal 2002 la CAF ha sede sempre in Egitto, ma presso Città del 6 ottobre. All'inizio la CAF raggruppava solo 4 federazioni. Oggi sono 56, di cui 54 membri a pieno titolo e 2 associati (Zanzibar e Riunione).
L'attuale segretario generale e tesoriere della CAF è Abdelmounaim Bah. Il presidente è il sudafricano Patrice Motsepe, eletto nel 2021, succedendo ad Ahmad Ahmad.

## Presidenti CAF
| N. | Anno      | Presidente                | Note       |
| -- | --------- | ------------------------- | ---------- |
| 1  | 1957-1958 | Abdel Aziz Abdallah Salem |            |
| 2  | 1958-1968 | Abdel Aziz Moustafa       |            |
| 3  | 1968-1972 | Abdel Halim Muhammad      |            |
| 4  | 1972-1987 | Yidnekatchew Tessema      |            |
| 5  | 1987-1988 | Abdel Halim Muhammad      | Ad interim |
| 6  | 1988-2017 | Issa Hayatou              |            |
| 7  | 2017-2020 | Ahmad Ahmad               |            |
| -  | 2020-2021 | Constant Omari            |            |
| 7  | 2021-2021 | Ahmad Ahmad               |            |
| 8  | 2021-     | Patrice Motsepe           |            |

## Competizioni CAF
La CAF è responsabile di tutto il calcio africano, incluso quindi quello giovanile, quello femminile ed il calcio a cinque.
Attualmente, come detto, la CAF organizza sette tornei per squadre nazionali e cinque per squadre di club.

### Competizioni per squadre nazionali

Logo in uso sino al 2009

- Coppa delle Nazioni Africane
- Campionato delle Nazioni Africane
- Africa U-23 Cup of Nations
- Africa U-20 Cup of Nations
- Africa U-17 Cup of Nations
- African Women's Championship
- African U-20 Women's Championship
- African U-17 Women's Championship
- Coppa delle Nazioni Africane di calcio a 5
- UEFA-CAF Meridian Cup (1997-2007)

### Competizioni per club
- Coppa dei Campioni-CAF Champions League (dal 1964)
- Coppa delle Coppe CAF (1975-2003)
- CAF Cup (1992-2003)
- CAF Confederation Cup (dal 2004)
- Supercoppa CAF (dal 1992)
- Coppa dei Campioni afro-asiatica (1986-1999)

### Detentori dei titoli
| Competizione                                     | Campione                | Titolo        | Secondo posto          | Edizione in corso |
| Club maschili                                    | Club maschili           | Club maschili | Club maschili          | Club maschili     |
| ------------------------------------------------ | ----------------------- | ------------- | ---------------------- | ----------------- |
| CAF Champions League                             | Al-Ahly                 | 4º            | Wydad Casablanca       | 2022-2023         |
| CAF Confederation Cup                            | USM Alger               | 1º            | Young Africans         | 2022-2023         |
| Supercoppa CAF                                   | USM Alger               | 1º            | Al-Ahly                | 2023              |
| Club femminili                                   |                         |               |                        |                   |
| CAF Women's Champions League                     | FAR Rabat               | 1º            | Mamelodi Sundowns      | 2022              |
| Nazionali maschili                               |                         |               |                        |                   |
| Coppa delle Nazioni Africane                     | Costa d'Avorio          | 3º            | Nigeria                | 2023              |
| Campionato delle Nazioni Africane                | Senegal                 | 1º            | Algeria                | 2022              |
| Coppa delle Nazioni Africane Under-23            | Marocco                 | 1º            | Egitto                 | 2023              |
| Coppa delle Nazioni Africane Under-20            | Senegal                 | 1º            | Gambia                 | 2023              |
| Campionato africano di calcio Under-17           | Senegal                 | 1º            | Marocco                | 2023              |
| Coppa delle Nazioni Africane di calcio a 5       | Marocco                 | 2º            | Egitto                 | 2020              |
| Africa Beach Soccer Cup of Nations               | Senegal                 | 5º            | Nigeria                | 2020              |
| Giochi panafricani                               | Burkina Faso            | 1º            | Nigeria                | 2023              |
| Nazionali femminili                              |                         |               |                        |                   |
| Coppa delle Nazioni Africane femminile           | Sudafrica               | 1º            | Marocco                | 2022              |
| Campionato africano femminile Under 20 di calcio | Ghana Nigeria           | 5º 9º         | Camerun Sudafrica      | 2018              |
| Campionato africano femminile Under 17 di calcio | Ghana Sudafrica Camerun | 5º 2º 1º      | Gibuti Marocco Nigeria | 2018              |
| Giochi panafricani                               | Nigeria                 | 3º            | Camerun                | 2023              |

## Nazioni aderenti alla CAF
NB: Le federazioni in grassetto sono quelle che hanno aderito alla CAF nell'anno della fondazione.
1. Algeria - Fédération Algérienne de Football (1964)
2. Angola - Federaçao Angolana de Futebol (1980)
3. Benin - Fédération Béninoise de Football (1969)
4. Botswana - Botswana Football Association (1976)
5. Burkina Faso - Fédération Burkinabé de Football (1964)
6. Burundi - Fédération de Football du Burundi (1972)
7. Camerun - Fédération Camerounaise de Football (1963)
8. Capo Verde - Federaçao Caboverdiana de Futebol (2000)
9. Ciad - Fédération Tchadienne de Football Association (1964)
10. Comore - Federation Comoriene de Football (2005)
11. Costa d'Avorio - Fédération Ivoirienne de Football (1960)
12. Egitto - Egyptian Football Association (1957)
13. Eritrea - Eritrean National Football Federation (1998)
14. eSwatini - eSwatini Football Association (1978)
15. Etiopia - Ethiopian Football Federation (1957)
16. Gabon - Fédération Gabonaise de Football (1967)
17. Gambia - Gambia Football Association (1966)
18. Ghana - Ghana Football Association (1958)
19. Gibuti - Fédération Djiboutienne de Football (1994)
20. Guinea - Fédération Guinéenne de Football (1963)
21. Guinea-Bissau - Federaçao de Futebol da Guiné-Bissau (1986)
22. Guinea Equatoriale - Federación Ecuatoguineana de Fútbol (1986)
23. Kenya - Kenya Football Federation (1968)
24. Lesotho - Lesotho Football Association (1964)
25. Liberia - Liberia Football Association (1962)
26. Libia - Libyan Football Federation (1965)
27. Madagascar - Fédération Malagasy de Football (1963)
28. Malawi - Football Association of Malawi (1968)
29. Mali - Fédération Malienne de Football (1975)
30. Marocco - Fédération Royale Marocaine de Football (1959)
31. Mauritania - Fédération de Foot-Ball de la Rép. Islamique de Mauritanie (1968)
32. Mauritius - Mauritius Football Association (1963)
33. Mozambico - Federaçao Moçambicana de Futebol (1980)
34. Namibia - Namibia Football Association (1992)
35. Niger - Fédération Nigerienne de Football (1964)
36. Nigeria - Nigeria Football Association (1960)
37. Rep. Centrafricana - Fédération Centrafricaine de Football (1965)
38. Rep. del Congo - Fédération Congolaise de Football (1966)
39. RD del Congo - Fédération Congolaise de Football-Association (1964)
40. Ruanda - Fédération Rwandaise de Football Amateur (1978)
41. São Tomé e Príncipe - Federaçao Santomense de Futebol (1986)
42. Senegal - Fédération Sénégalaise de Football (1964)
43. Seychelles - Seychelles Football Federation (1986)
44. Sierra Leone - Sierra Leone Football Association (1967)
45. Somalia - Somali Football Federation (1963)
46. Sudafrica - South African Football Association (1957[1] e 1992)
47. Sudan - Sudan Football Association (1957)
48. Sudan del Sud - South Sudan Football Association (2012)
49. Tanzania - The Football Association of Tanzania (1964)
50. Togo - Fédération Togolaise de Football (1964)
51. Tunisia - Fédération Tunisienne de Football (1960)
52. Uganda - Federation of Uganda Football Associations (1960)
53. Zambia - Football Association of Zambia (1964)
54. Zimbabwe - Zimbabwe Football Association (1980)

Membri associati
- La Riunione - Ligue réunionnaise de football (1992)

### Membri passati
- Zanzibar - Zanzibar Football Association (2004-2005)
- NOTA: Lo Zanzibar, nel periodo di affiliazione, fu solamente un membro associato

### Associazioni regionali
| Union of North African Football Federations (UNAF) - 2005 - Algeria - 2005 - Egitto - 2005 - Libia - 2005 - Marocco - 2005 - Tunisia - 2005 Council for East and Central Africa Football Associations (CECAFA) - 1973 - Burundi - 1994 - Eritrea - 1994 - Etiopia - 1973 - Gibuti - 1995 - Kenya - 1973 - Ruanda - 1994 - Somalia - 1973 - Sudan - 1975 - Sudan del Sud - 2012 - Tanzania - 1973 - Uganda - 1973 - Zanzibar - 1973 e 2003 West Africa Football Union (WAFU) - (UFOA in francese) - 1975 - Benin - 1975 - Burkina Faso - 1975 - Capo Verde - 1975 - Costa d'Avorio - 1975 - Gambia - 1975 - Ghana - 1975 - Guinea - 1975 - Guinea-Bissau - 1975 - Liberia - 1975 - Mali - 1975 - Mauritania - 1975 - Niger - 1975 - Nigeria - 1975 - Senegal - 1975 - Sierra Leone - 1975 - Togo - 1975 Central African Football Federations' Union (UNIFFAC) - 1978 - Camerun - 1978 - Ciad - Gabon - Guinea Equatoriale - Rep. Centrafricana - Rep. del Congo - RD del Congo - São Tomé e Príncipe Council of Southern Africa Football Associations (COSAFA) - 1997 - Angola - 1997 - Botswana - 1997 - Comore - 2007 - eSwatini - 1997 - Lesotho - 1997 - Madagascar - 2000 - Malawi - 1997 - Mauritius - 2000 - Mozambico - 1997 - Namibia - 1997 - Seychelles - 2000 - Sudafrica - 1997 - Zambia - 1997 - Zimbabwe - 1997 Non deputati regionali - La Riunione |

### Nazionali partecipanti alle fasi finali dei Campionati del Mondo
- 8:  Camerun
- 7:  Marocco
- 6:  Nigeria,  Tunisia
- 4:  Algeria,  Ghana
- 3:  Costa d'Avorio,  Egitto,  Senegal,  Sudafrica
- 1:  Angola,  RD del Congo (come  Zaire),  Togo
- 0:  Benin,  Botswana,  Burkina Faso,  Burundi,  Capo Verde,  Ciad,  Comore,  Eritrea,  eSwatini,  Etiopia,  Gabon,  Gambia,  Gibuti,  Guinea,  Guinea-Bissau,  Guinea Equatoriale,  Kenya,  Lesotho,  Liberia,  Libia,  Madagascar,  Malawi,  Mali,  Mauritania,  Mauritius,  Mozambico,  Namibia,  Niger,  Rep. Centrafricana,  Rep. del Congo,  La Riunione (non affiliata alla FIFA),  Ruanda,  São Tomé e Príncipe,  Seychelles,  Sierra Leone,  Somalia,  Sudan,  Sudan del Sud,  Tanzania,  Uganda,  Zambia,  Zanzibar (non affiliata alla FIFA)  Zimbabwe